# Gunung Kemenyan
Gunung Kemenyan är ett berg i Indonesien.   Det ligger i provinsen Aceh, i den västra delen av landet, 1 500 km nordväst om huvudstaden Jakarta. Toppen på Gunung Kemenyan är 158 meter över havet.
Terrängen runt Gunung Kemenyan är kuperad åt nordost, men åt sydväst är den platt. Runt Gunung Kemenyan är det ganska tätbefolkat, med 185 invånare per kvadratkilometer. I omgivningarna runt Gunung Kemenyan växer i huvudsak städsegrön lövskog.